# 雅德维加·瓦伊斯
雅德维加·瓦伊斯-马尔钦凯维奇（波蘭語：Jadwiga Wajs-Marcinkiewicz，1912年1月30日—1990年2月1日），波兰女子田径运动员。她曾代表波兰参加1932年、1936年和1948年夏季奥林匹克运动会田径比赛，获得一枚银牌和一枚铜牌。